# شهرستان آلتا براپاس
شهرستان آلتا براپاس (به اسپانیایی: Alta Verapaz Department) یک شهرستان در گواتمالا است که در گواتمالا واقع شده‌است.

## تاریخ
در دوران پیش از کلمبیا، این منطقه بخشی از تمدن مایاها بود. هنگامی که کنکیستادورهای اسپانیایی در دهه ۱۵۲۰ آمدند، ارتفاعات مرکزی و جنوبی گواتمالا را فتح کردند، اما با مقاومت شدید بومی از این منطقه عقب رانده شدند. تاریخ شفاهی محلی که در کتاب‌های تاریخ این منطقه ناشناخته است، از واژگون شدن کشتی برده‌های سابق پیش از ورود اسپانیایی‌ها به این منطقه صحبت می‌کند. بردگان آفریقایی سابق به داخل سرزمین نقل مکان کردند و برای مبارزه و حفظ آزادی خود به نیروهای بومی محلی پیوستند. رهیبان اسپانیایی موفق به تبدیل این منطقه به مسیحیت شدند و نام این منطقه را "وراپاز" به معنای "صلح واقعی" گذاشتند. در قرن نوزدهم، این منطقه به یک منطقه مهم تولید قهوه و همچنین مزرعه نیشکر در طول قرن‌های گذشته تبدیل شد. امروز موزه ای وجود دارد که تاریخچه کشت شکر را برجسته می کند. در این منطقه از گواتمالا، خانواده‌هایی که میراث خود را قبل از فتح اسپانیا دنبال می‌کنند، می‌توانند ویژگی‌های مایاها و موهای مجعد خود را در تاریخ شفاهی محلی دنبال کنند. اکثر میراث پیش از کلمبیا با موهای سیاه صاف در سراسر گواتمالا دیده می شود. این بخش توسط بریتانیایی ها در قرن نوزدهم وراپاز نامیده می شد. در سال ۱۸۵۰، جمعیت این بخش حدود ۶۶۰۰۰ نفر بود. در نتیجه جنگ مواد مخدر مکزیک، اعضای کارتل مواد مخدر لوس زتاس بر بخش زیادی از این وزارتخانه غلبه کردند و بسیاری از شهرها را در دسامبر ۲۰۱۰ اشغال کردند. دولت گواتمالا در ۱۹ دسامبر ۲۰۱۰ وضعیت محاصره را برای بازپس گیری این وزارتخانه اعلام کرد و به ارتش اجازه داد و نیروهای پلیس برای تفتیش و دستگیری مظنونین بدون حکم، و حداقل شانزده ساختمان مورد بازرسی قرار گرفتند.

## خصوصیات
شهرستان آلتا براپاس ۸٬۶۸۶ کیلومترمربع مساحت و ۷۷۶٬۲۴۶ نفر جمعیت دارد.

## شهرستان‌های آلتا براپاس
- چاهال
- کیسک
- کوبان
- فرای بارتولومه دلاسکاس
- سان آگوستین لانکین
- پانسوس
- راهروا
- سان کریستوبال براپاس
- سان هوان کاملکو
- سان پدرو کارکا
- سانتا کروس وراپاس
- سانتا ماریا کابون
- سناهو
- تاکتیک
- تاماهو
- توکورو
- سانتا کاتالینا لاتینا